# Kerstin Backes-Ternig
Kerstin Backes-Ternig (* 15. April 1971 in St. Wendel) ist Lehrerin und eine deutsche Politikerin der CDU und ehemaliges Mitglied des saarländischen Landtages.

## Ausbildung und Beruf
Kerstin Backes-Ternig beendete 1991 ihre Schullaufbahn mit dem Abitur in St. Wendel und begann im Anschluss ein Studium an der Fachhochschule für Bibliothekswesen in Frankfurt am Main. Von 1994 bis 1999 war sie in einer Teilzeit-Tätigkeit an der Saarländischen Universitäts- und Landesbibliothek als Dipl.-Bibliothekarin beschäftigt. Ab 1994 studierte sie zudem Deutsch und Französisch für Lehramt an Real- und Gesamtschulen an der Universität des Saarlandes.
Seit 2010 ist sie Lehrerin an einer saarländischen Gemeinschaftsschule.

## Politik
Kerstin Backes-Ternig trat 1992 in die Junge Union ein und war von 1995 bis 1999 im Kreisvorstand vertreten. Seit 1995 ist sie zudem Mitglied der CDU und seit März 1999 Vorstandsmitglied im Orts- und Gemeindeverband Namborn. Zudem übernahm sie im Juni 1999 den stellvertretenden Vorsitz ihrer Partei im Kreisverband St. Wendel. Für die CDU sitzt sie im Ortsrat und im Gemeinderat Namborn.
Von 1999 bis zu ihrer Mandatsniederlegung am 31. Juli 2001 war sie Mitglied des saarländischen Landtages. Dort saß sie im Ausschuss für Eingaben, im Ausschuss für Frauen, Arbeit, Gesundheit und Soziales, Ausschuss für Umwelt sowie im Unterausschuss „Kinder- und Jugendkommission“. Zudem war sie jugendpolitische Sprecherin ihrer Fraktion.